# 尼姆羅德海峽
尼姆羅德海峽（英語：Nimrod Passage）是南極洲的海峽，處於沃沃曼斯群島和丹納布羅格群島之間，屬於威廉群島的一部分，在1964年由英國研究隊測量，現時由南極條約體系管理。